# 1994

## Събития
- 3 януари – Самолет „Туполев Ту-154M“, който изпълнява полет 130 на „Байкал Еърлайнс“ се разбива след излитане от международното летище „Иркутск“, загиват 126 души.
- 8 януари – Валери Поляков започва своя 437,7 престой в орбита, като опит за спечелване на световния рекорд за най-много дни, прекарани в орбита.
- 14 януари – Президентът на САЩ Бил Клинтън и руският президент Борис Елцин подписват т. нар. Кремълски споразумения, отнасящи се до употребата на ядрени ракети.
- 23 март – Самолетът при полет 593 на „Аерофлот“ се разбива в планинската верига Кузнецки Алатау в Кемеровска област и убива всичките 75 души на борда.
- 26 януари – Мъж стреля два пъти срещу принц Чарлз в Сидни, Австралия.
- 31 януари – Германският автомобилен производител BMW обявява, че е купил Rover от British Aerospace
- 7 април – Обърн Р. Калоуей се опитва да похити и разбие самолета, който изпълнява полет 705 на „Федерал Експрес“, но екипажът го неутрализира и приземява машината безопасно.
- 26 април – Самолетът при полет 140 на „Чайна Еърлайнс“ се разбива при кацане в Нагоя, Япония и убива 264 от 271 души на борда.
- 9 май – Нелсън Мандела е провъзгласен за първия чернокож президент на Южна Африка.
- 12 май – Хокеят става официален зимен спорт на Канада.
- 6 юни – Самолетът при полет 2303 на „Чайна Нортуест Еърлайнс“ се разбива близо до международното летище „Сиан Сианянг“, Сиан в Китай и убива всички 160 души на борда.
- 2 юли – Самолетът при полет 1016 на „Ю Ес Еър“ катастрофира близо до летище „Шарлот/Дъглас“, Шарлот, Северна Каролина и убива 37 от 57-те души на борда.
- 16 юли – България печели четвърто място на Световно първенство по футбол в САЩ
- 16 юли – Започва излъчване Нова Телевизия
- 21 август – Самолетът при полет 630 на „Ройал Еър Марок“ се разбива в Мароко и убива всички 44 души на борда.
- 31 октомври – Самолетът при полет 4184 на „Американ Ийгъл“ се разбива с висока скорост в Роузлон, Индиана и убива всички 68 души на борда.
- 11 декември – Борис Елцин разполага войски в Чечня.
- 15 декември – Излиза уеб браузърът Netscape Navigator 1.0.
- 19 декември – Узаконяват се хомосексуалните бракове в Швеция.
- 26 декември – Френската антитерористична служба щурмува отвлечен самолет в Марсилия и убива четирима ислямистки терористи.
- 29 декември – Самолетът при полет 278 на „Търкиш Еърлайнс“ се разбива при заход към летище „Ван Ферит Мелен“, Ван, Турция и убива 57 от 76-те души на борда.

### Други
- Геноцид в Руанда

## Родени
- 18 януари – Минзи, южнокорейска танцьорка (2NE1)
- 27 януари – Александра Богданска, български модел и инфлуенсър
- 1 февруари 
  - Хари Стайлс, поп певец от групата Уан Дайрекшън
  - Николаос Цитиридис, български комик и телевизионен водещ от гръцки произход
- 23 февруари – Дакота Фанинг, американска актриса
- 1 март 
  - Джъстин Бийбър, канадско-американски поп певец
  - Ансел Елгорт, американски актьор
- 26 март – Алисън Ван Ейтванк, белгийска тенисистка
- 5 април – Павел Джуров, български певец
- 18 май – Ебру Шахин, турска актриса
- 21 май – Том Дейли, британски скачач във вода
- 6 юни – Насиру Мохамед, ганайски футболист
- 7 юни – Денис Хангану, румънски актьор
- 16 юни – Меди, български попфолк певец
- 28 юни - Аниш Гири, непало-руски гросмайстор
- 4 август – Алмила Ада, турска актриса
- 8 септември – Бруно Фернандес, португалски футболист
- 18 септември – Елица Янкова, българска състезателка по борба
- 22 септември – Прея, българска поп певица от нигерийски произход
- 29 септември – Холзи, американска поп певица и текстописец
- 15 октомври – Себастиан  Ятра, колумбийски певец
- 3 декември – Джейк Т. Остин, американски актьор

## Починали
- Георги Батаклиев, български преводач (* 1910 г.)
- Георги Димов, български филолог (* 1918 г.)
- Любен Стамболиев, български футболист (* 1915 г.)

Януари
- 1 януари – Сийзър Ромеро, кубинско-американски актьор (* 1994 г.)
- 1 януари – Вернер Шваб, австрийски писател (* 1958 г.)
- 2 януари – Пиер-Пол Швайцер, френски финансист (* 1912 г.)
- 8 януари – Пат Бътрам, американски актьор (* 1915 г.)
- 14 януари
  - Зино Давидов, швейцарски предприемач (* 1906 г.)
  - Естър Ролстън, американска актриса (* 1902 г.)
- 20 януари – Мат Бъзби, шотландски футболист, треньор и мениджър (* 1909 г.)
- 22 януари
  - Жан-Луи Баро, френски актьор и режисьор (* 1910 г.)
  - Тели Савалас, американски актьор и певец (* 1922 г.)
- 23 януари – Николай Огарков, съветски маршал (* 1917 г.)
- 26 януари – Хал Смит, американски актьор (* 1916 г.)
- 30 януари – Пиер Бул, френски писател (* 1912 г.)
- 31 януари – Ервин Щритматер, немски писател (* 1912 г.)

Февруари
- 1 януари – Олан Суле, американски актьор (* 1909 г.)
- 2 февруари – Мария Гимбутас, американско-литовска археоложка и културоложка (* 1921 г.)
- 6 февруари – Джак Кърби, американски писател и илюстратор (* 1917 г.)
- 11 февруари – Паул Файерабенд, австрийски философ (* 1924 г.)
- 12 февруари – Асен Дацев, български физик (* 1911 г.)
- 14 февруари – Андрей Чикатило, украински сериен убиец (* 1936 г.)
- 26 февруари – Бил Хикс, американски комик (* 1961 г.)

Март
- 4 март – Джон Кенди, канадски комик и актьор (* 1950 г.)
- 6 март
  - Мелина Меркури, гръцка актриса (* 1920 г.)
  - Тенгиз Абуладзе, грузински режисьор (* 1924 г.)
- 9 март
  - Фернандо Рей, испански актьор (* 1917 г.)
  - Чарлз Буковски, американски писател (* 1920 г.)
- 11 март – Йоан Левиев, български художник (* 1934 г.)
- 17 март – Елсуърт Вайнс, американски тенисист (* 1911 г.)
- 23 март – Джулиета Мазина, италианска актриса (* 1921 г.)
- 26 март – Маргарет Милър, американско-канадска писателка (* 1915 г.)
- 28 март – Йожен Йонеско, румънски писател (* 1909 г.)

Април
- 1 април – Робер Доано, френски фотограф (* 1912 г.)
- 5 април – Кърт Кобейн, американски рок-музикант (* 1967 г.)
- 7 април – Голо Ман, немско-швейцарски историк (* 1909 г.)
- 12 април – Димитър Велинов, български военен (* 1922 г.)
- 17 април – Роджър Спери, американски невропсихолог, носител на Нобелова награда (* 1913 г.)
- 21 април – Стефан Топалджиков, български сценарист и режисьор (* 1909 г.)
- 22 април – Ричард Никсън, американски политик (* 1913 г.)
- 26 април – Масутацу Ояма, японски каратист (* 1923 г.)
- 28 април
  - Адамантиос Диамантис, кипърски художник (* 1900 г.)
  - Бъртън Руше, американски писател (* 1910 г.)
- 30 април – Роланд Ратценбергер, австрийски пилот от Формула 1 (* 1960 г.)

Май
- 1 май – Айртон Сена, бразилски пилот от Формула 1 (* 1960 г.)
- 7 май – Клемънт Грийнбърг, американски художествен критик и културен философ (* 1909 г.)
- 12 май – Ерик Ериксън, немски прихолог и психоаналитик (* 1902 г.)
- 19 май – Жаклин Кенеди Онасис, първа дама на САЩ (1961 – 1963) (* 1929 г.)
- 23 май – Джо Пас, американски джаз китарист (* 1929 г.)
- 29 май – Ерих Хонекер, лидер на Източна Германия (* 1912 г.)

Юни
- 9 юни – Ян Тинберген, холандски икономист, лауреат на първата Нобелова награда за икономика през 1969 г. (* 1903 г.)
- 12 юни – Илия Кожухаров, български политик (* 1893 г.)
- 14 юни – Хенри Манчини, американски композитор (* 1924 г.)

Юли
- 2 юли – Роберто Баладо, кубински боксьор (* 1969 г.)
- 5 юли – Андрей Малчев, български шахматист (* 1915 г.)
- 8 юли – Ким Ир Сен, севернокорейски политик (* 1912 г.)
- 10 юли – Иван Радоев, български писател (* 1927 г.)
- 16 юли – Джулиан Швингър, американски физик, носител на Нобелова награда (* 1918 г.)
- 20 юли
  - Пол Делво, белгийски художник (* 1897 г.)
  - Милдред Еймс, американска писателка (* 1919 г.)
- 24 юли – Алфред Халиков, съветски и руски историк и археолог (* 1929 г.)
- 29 юли – Дороти Кроуфут Ходжкин, британски химик, носителка на Нобелова награда (* 1910 г.)

Август
- 6 август – Доменико Модуньо, италиански певец, композитор, актьор и общественик (* 1928 г.)
- 13 август – Манфред Вьорнер, германски политик и дипломат (* 1934 г.)
- 14 август – Елиас Канети, австрийски писател, роден в България, лауреат на Нобелова награда за литература през 1981 г. (* 1905 г.)
- 18 август
  - Ричард Лорънс Милингтън Синг, британски биохимик, носител на Нобелова награда (* 1914 г.)
  - Вазген I, арменски духовник (* 1908 г.)
- 19 август – Лайнъс Полинг, американски химик (* 1901 г.)
- 27 август – Любомир Алдев, български футболист (* 1916 г.)
- 29 август – Боян Балабанов, български писател, поет и драматург (* 1912 г.)

Септември
- 7 септември – Джеймс Клавел, британски писател (* 1924 г.)
- 11 септември – Джесика Тенди, британско-американска актриса (* 1909 г.)
- 12 септември – Борис Егоров, съветски космонавт и първият лекар в космоса (* 1937 г.)
- 17 септември – Карл Попър, британски философ (* 1902 г.)
- 23 септември – Робърт Блох, американски писател (* 1917 г.)
- 28 септември – Илко Ескенази, български политик (* 1949 г.)

Октомври
- 9 октомври – Николай Соколов, български поет (* 1927 г.)
- 20 октомври – Бърт Ланкастър, американски актьор (* 1913 г.)
- 27 октомври – Янко Добрев, български поет и белетрист (* 1921 г.)

Ноември
- 2 ноември – Гриша Филипов, български политик (* 1919 г.)
- 9 ноември – Кирил Илинчев, български актьор, сценарист и режисьор (* 1921 г.)
- 12 ноември – Атанас Комшев, български борец (* 1959 г.)

Декември
- 3 декември – Михаил Лозанов, български футболист (* 1911 г.)
- 8 декември – Антониу Карлус Жобим, бразилски композитор, автор на песни и музикант (* 1927 г.)
- 12 декември – Стюарт Руза, американски астронавт (* 1933 г.)
- 24 декември – Джон Озбърн, английски драматург и актьор (* 1929 г.)
- 31 декември – Бруно Пецей, австрийски футболист (* 1955 г.)

## Нобелови награди
- Физика – Бъртрам Брокхауз, Клифърд Гленууд Шул
- Химия – Джордж Ендрю Ола
- Физиология или медицина – Алфред Гилман, Мартин Родбел
- Литература – Кензабуро Ое
- Мир – Ясер Арафат, Шимон Перес, Ицхак Рабин
- Икономика – Джон Харсаний, Джон Форбс Наш, Райнхард Зелтен

## Филдсов медал
Ефим Зелманов, Пиер-Луи Лион, Жан Бурген, Жан-Кристоф Йокоз
Вижте също:
- календара за тази година